# Cladobotryum macrosporum
Cladobotryum macrosporum är en svampart som först beskrevs av Heinrich Friedrich Link, och fick sitt nu gällande namn av Schmalz. Cladobotryum macrosporum ingår i släktet Cladobotryum och familjen Hypocreaceae.   Inga underarter finns listade i Catalogue of Life.